# 橋本涼
 橋本 涼（日语：／ Hashimoto Ryo，2000年10月30日—）是日本神奈川縣出身的偶像、歌手、演員。隸屬於STARTO ENETERTAINMENT，是旗下小傑尼斯團體「B&ZAI」的成員。

## 經歷
從幼稚園的時候開始就想進入傑尼斯事務所，看完『DREAM BOYS』變得憧憬龜梨和也。於2009年7月19日進入傑尼斯事務所。
同年的12月，他和井上瑞稀、中村嶺亞從100位候補成員中，被選為Snow Prince合唱團的成員之一並發行CD。同年年底以該團體的名義登上第60届NHK 红白歌曲大战 。
2015年10月26日在舞台『JOHNNYS' World』的製作發表會宣布與井上瑞稀、羽場友紀、猪狩蒼弥組成擅長滾軸溜冰的團體HiHi Jets。
2019年於堀越高等学校畢業

## 出演

### 電視劇
- 齊藤太太來了²（2013年7月13日 - 9月21日，日本電視台） - 山内拓海
- 特命歐巴桑檢事！花村絢乃事件檔案（2014年9月3日，TBS） - 上田和也
- 失明的淑則老師〜用心看見光明〜（2016年8月27日，日本電視台） - 相田京介
- 還是殘念刑警（2021年3月7日 - 4月25日，NHK BS Premium）- 小河内朔流
- 全力！清潔工（2022年4月18日 - 6月20日，ABC電視台） - 主演・榎本二郎（由HiHi Jets成員5人主演）
- 墜落JK與廢人老師（2023年4月7日 - 6月2日，MBS） - 主演・灰葉仁
  - 墜落JK與廢人老師 Lesson2（2024年6月19日 - 7月24日，MBS・TBS）
- Maybe 听见恋爱（2023年10月17日 - 12月22日，TBS） - 音瀬陸
- 愛上無名的妳（2025年1月10日 - 2月28日，MBS） - 村田學
- Laundering（2025年7月4日 - ，關西電視台・富士電視台） - P.J.

### 綜藝節目
- Johnny's Jr. LAND（2013年，BS SKY PerfecTV）
- R的法則（2016年10月 - 2018年4月，NHK教育頻道）

### 舞台劇
- 瀧澤演舞城
  - 瀧澤歌舞伎 2012（2012年4月8日 - 5月6日，日生劇場）
  - 瀧澤演舞城 2013（2013年4月7日 - 5月12日，新橋演舞場）
- Johnny's Dome Theatre 〜SUMMARY〜（2012年9月8日・9日，TOKYO DOME CITY HALL）
- 2015新春 JOHNNYS' World（2015年1月1日 - 27日，帝國劇場）
- 劇走江戶鴉〜自行車傾奇組〜（2024年10月5日 - 27日，新橋演舞場 / 11月2日 - 10日，大阪松竹座） - 主演・雁金彈七（與井上瑞稀雙主演）

### 演唱會
- Live House Johnny's銀座〔出演者B〕（2013年5月1日・2日・8日・9日・15日・16日・29日・30日，Theatre Creation）
- Johnny's銀座2015〔出演者A〕（2015年4月24日 - 26日・5月30日 - 6月1日，Theatre Creation）
- Gamushara! サマーステーション〔チーム覇〕（2015年7月23日・25日・29日・8月12日・13日・15日・16日，EX THEATER ROPPONGI）
- MyNavi Summer Station Live2023 俺たちがミライだ!!（2023年8月26日，EX THEATER ROPPONGI） - 以「PAISEN應援隊」身分演出
- MyNavi Summer Station Live2024 SUMMER GO！MIRAI GO！東だ！西だ！全員集合（2024年7月19日 - 28日，EX THEATER ROPPONGI）

## 外部連結
- Johnny's net > 小傑尼斯 （页面存档备份，存于） - 傑尼斯事務所官方網站
- 橋本涼 官方介紹 （页面存档备份，存于） - ISLAND TV